# 奧波蒂基
奧波蒂基（Ōpōtiki）是紐西蘭北島豐盛灣東部的一個小鎮。奧波蒂基是奧波蒂基區議會的所在地。

## 地理及氣候
奧波蒂基位於南緯38度。氣候溫和。夏季的氣溫達到20多度，冬季的日子通常萬里無雲，一年四季都會下雨。奧波蒂基之總面積為10.15平方公里。

## 人口
截至2022年6月，估計奧波蒂基的人口為5350人。